# Австрия на «Евровидении-1961»
Австрия принимала участие в Евровидении 1961, проходившем в Каннах, Франция. На конкурсе её представлял Джимми Макулис с песней «Sehnsucht», выступивший под номером 3. В этом году страна заняла последнее, пятнадцатое место, получив 1 балл, как и Бельгия. Комментатором конкурса от Австрии в этом году стал Эмил Коллпачер.

## Страны, отдавшие баллы Австрии
Каждая страна имела жюри в количестве 10 человек, каждый человек мог отдать очко понравившейся песне.
| Отдали Австрии… |
| 1 балл          |
| --------------- |
| Великобритания  |

## Страны, получившие баллы от Австрии
| 4 балла | Люксембург |
| 3 балла | Югославия  |
| 2 балла | Швейцария  |
| 1 балл  | Германия   |